# Not Going Anywhere
Albums de Keren Ann
La Disparition
(2002) Nolita
(2004)
Not Going Anywhere est le troisième album de Keren Ann, il est sorti en 2003. C'est le premier album sur lequel la chanteuse chante en anglais, le disque se compose de sept titres originaux ainsi que de quatre adaptations de titres présents sur l'album La Disparition. Ce disque voit la participation de Bardi Johannsson du groupe Bang Gang sur plusieurs morceaux notamment un duo sur le dernier titre de l'album.

## Liste des morceaux
| No  | Titre                                                   | Auteur                               | Durée |
| --- | ------------------------------------------------------- | ------------------------------------ | ----- |
| 1.  | Not Going Anywhere                                      | Keren Ann Zeidel                     | 3:37  |
| 2.  | Polly                                                   | Keren Ann Zeidel                     | 3:16  |
| 3.  | Road Bin                                                | Keren Ann Zeidel et Benjamin Biolay  | 3:22  |
| 4.  | End of May (adaptation de Le Sable mouvant)             | Keren Ann Zeidel                     | 3:31  |
| 5.  | Sailor & Widow                                          | Keren Ann Zeidel                     | 3:33  |
| 6.  | Sit in the Sun                                          | Keren Ann Zeidel                     | 3:33  |
| 7.  | Right Now & Right Here (adaptation de La disparition)   | Keren Ann Zeidel et Benjamin Biolay  | 3:35  |
| 8.  | Seventeen (adaptation de Surannée)                      | Keren Ann Zeidel et Benjamin Biolay  | 2:24  |
| 9.  | Spanish Song Bird (adaptation de Mes pas dans la neige) | Keren Ann Zeidel et Benjamin Biolay  | 4:12  |
| 10. | By the Cathedral                                        | Keren Ann Zeidel                     | 2:41  |
| 11. | Ending Song (avec la participation de Bardi Johannsson) | Keren Ann Zeidel et Bardi Johannsson | 4:29  |

## Classements
| Pays                   | Meilleure position |
| ---------------------- | ------------------ |
| France                 | 40                 |
| Belgique (francophone) | 37                 |